# Julio Salinas

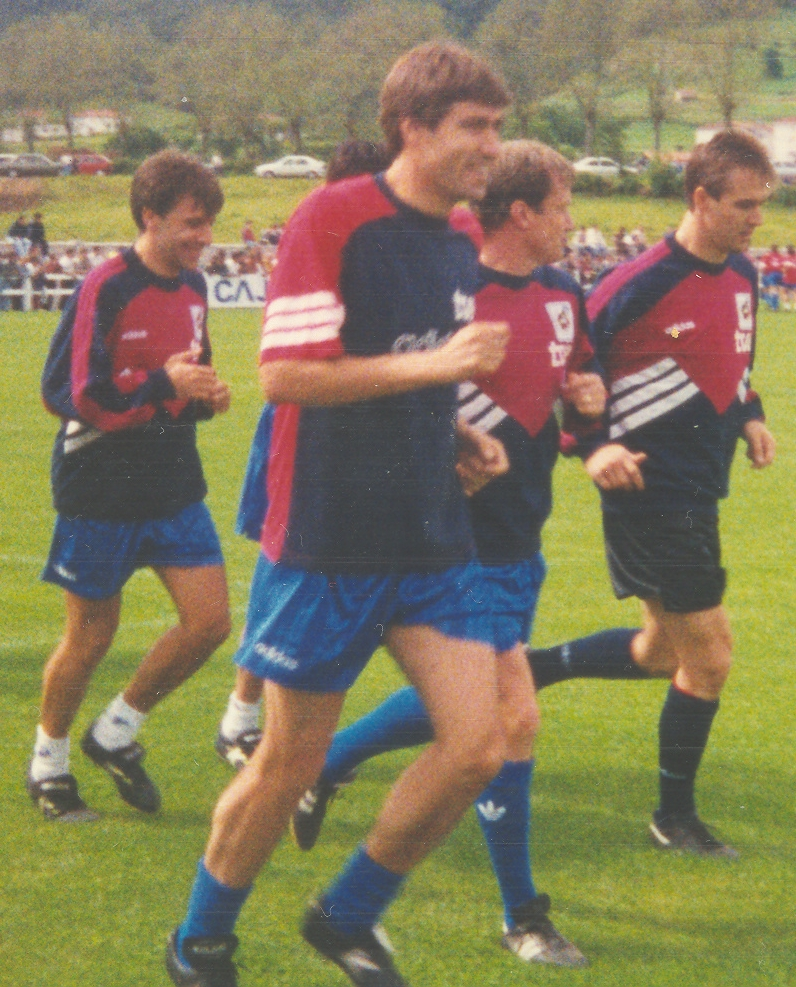
Julio Salinas med Spaniens landslag, 1994.

Julio Salinas Fernández, född 11 september 1962 i Bilbao, är en spansk tidigare fotbollsspelare.